# Esaias Boursse

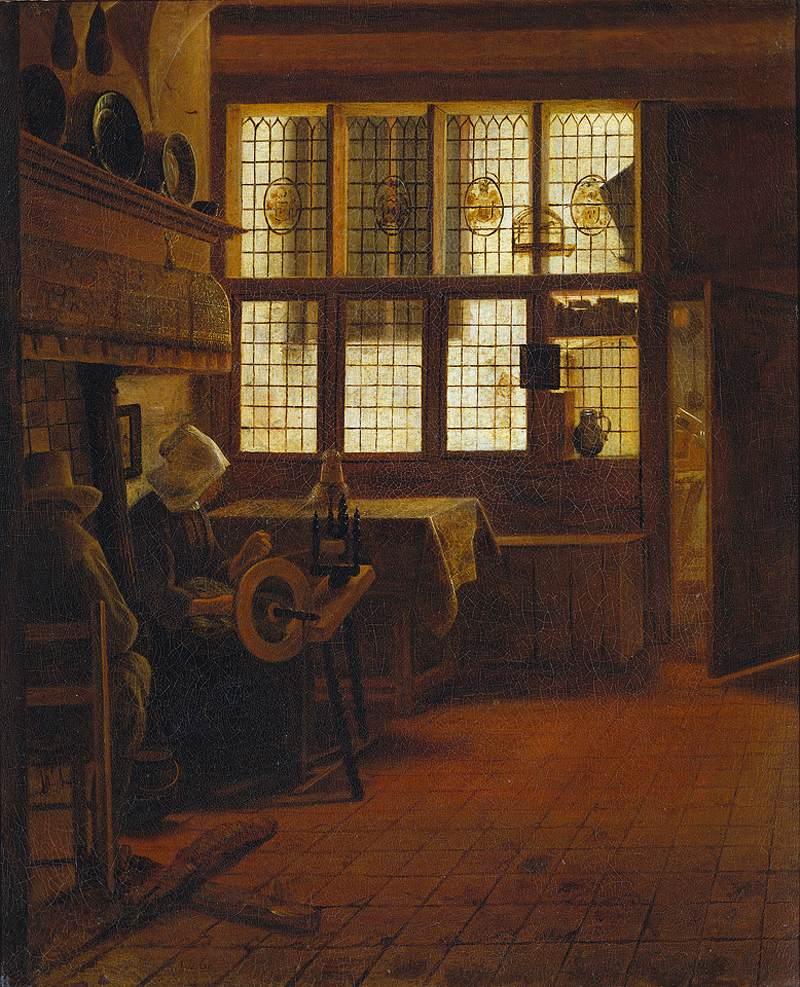
Esaias Boursse. Interieur met vrouw aan spinnewiel (1661).

Esaias Boursse (Amsterdam, 3 maart 1631- aan boord van het schip "Rhenen", 16 november 1672) was een Nederlandse kunstschilder die voornamelijk genrestukken schilderde.
Het oeuvre van Boursse behelst voor het overgrote deel genrestukken met huiselijke thema's. Vrouwen aan het spinnewiel of aan hun naaiwerk en gezinnen rond het haardvuur zijn voorbeelden van wat men zich daarbij voor moet stellen. Stilistisch doet het werk wel denken aan Pieter de Hooch, Quiringh van Brekelenkam en Cornelis de Man. In het verleden hebben kunsthistorici hem onder de leerlingen van Rembrandt geschaard. Hiervoor is geen enkel objectief bewijs. Wellicht was deze mening geïnspireerd door het feit dat beide schilders in de Sint Antoniebreestraat woonden.

## Biografie
Het leven van Boursse is het verhaal van een schilder die niet rond kon komen van zijn schilderwerk alleen en dus een alternatieve bron van inkomsten moest zoeken. Dat hij daarin bepaald geen uitzondering was, bewijzen de levens van bijvoorbeeld Jan Steen (die ook herbergier was) en Johannes Vermeer (die ook kunsthandelaar was). Een groot verschil is dat Steen en Vermeer een (groot) gezin te onderhouden hadden en Boursse alleen gebleven lijkt te zijn. In financieel opzicht is Boursses schilderscarrière dus niet geslaagd. 
Hij was de jongste zoon van immigranten uit Wallonië. Zijn ouders, Jacques Boursse en Anna des Forest trouwden in 1618 in Amsterdam. Van de opleiding van Esaias Boursse weten we niets meer dan dat hij rond 1650 een reis naar Italië heeft gemaakt om daar de grote renaissancevoorbeelden te bekijken. Van deze voorbeelden is weinig tot niets in zijn werk terug te vinden. 
Economisch zal het Boursse niet voor de wind zijn gegaan, want in 1661 monsterde hij aan bij de Verenigde Oostindische Compagnie, op het schip "Amersfoort". De reis ging naar Ceylon (tegenwoordig Sri Lanka). Boursse tekende er inwoners, landschappen en stadsgezichten, die bewaard zijn gebleven in een album dat zich in het Rijksprentenkabinet van het Rijksmuseum Amsterdam bevindt. In 1663 was de schilder weer terug in Amsterdam.
In 1672 ging Boursse opnieuw op reis met de VOC. Op 24 oktober vertrok het schip "Rhenen" van de rede van Texel. Op 16 november overleed Boursse op hoge zee.

## Schilderijen van Boursse
Van het oeuvre van Boursse zijn ongeveer 28 schilderijen overgeleverd. Daarvan bevindt het merendeel zich in privécollecties. 
Goede voorbeelden zijn onder andere te vinden in het Museum Boijmans Van Beuningen te Rotterdam, Het Suermondt-Ludwig-Museum in Aken, de Gemäldegalerie in Berlijn en de Frits Lugt-collectie (Fondation Custodia) in Parijs.
- Bibliothèque nationale de France: cb14970399f (data)
- Biografisch Portaal: 02987236
- Digitale Bibliotheek voor de Nederlandse Letteren: bour038
- Gemeinsame Normdatei: 140082999
- International Standard Name Identifier: 0000 0000 7328 3524
- RKD-Nederlands Instituut voor Kunstgeschiedenis: 11559
- Union List of Artist Names: 500017138
- Virtual International Authority File: 49497120
- WorldCat: E39PBJrC9yyFHdQ7yfq7TqmyBP